# A. S. Blainville
El A. S. Blainville es un equipo de fútbol semiprofesional de Canadá con sede en Montreal, Quebec. Fue fundado en 1986 y disputa sus partidos de local en el Parc Blainville. Participa en el Campeonato Canadiense y en la Première Ligue de soccer du Québec.

## Historia
El club fue fundado en 1986 y se unió a la Première Ligue de soccer du Québec en 2012. El 30 de septiembre de 2018 el equipo aseguró un lugar en el Campeonato Canadiense 2018 luego de obtener el primer lugar en la Première Ligue de Soccer du Québec de 2017 y se convirtió en el primer club de la Première Ligue invitado a participar en el Campeonato Canadiense de Fútbol, la principal liga de Canadá.

## Palmarés
Première Ligue de soccer du Québec
- Campeón: 2018, 2017

Coupe de la Ligue
- Campeón PLSQ Cup : 2017, 2016